# Lloyd Lambert
Lloyd Lambert (* 4. Juni 1928 in Thibodaux, Lafourche Parish, Louisiana; † 31. Oktober 1995 in New Orleans, Louisiana) war ein amerikanischer Bandleader und Bassist in den Genres R&B und Jazz. Seine wichtigsten Aufnahmen sind die Studioarbeiten für Guitar Slim auf Specialty Records.
Bereits mit neun Jahren spielte Lloyd professionell Klavier, zusammen mit seinem Vater Adam, der in Teddy Johnsons Jazz-Band der Gitarrist war. Teddys Band wurde für viele Konzerte im Umland von New Orleans gebucht, wo sie Künstler wie Kid Howard und Kid Clayton begleitete.
Mit 14 lernte Lambert das Trompete-Spielen und stieg bei Hosea Hill’s Serenaders ein. Hill spielte selbst zwar kein Instrument, war aber ein wichtiger Musik-Impresario in Thibodaux, unter anderem betrieb er den Klub „Sugar Bowl“. Spielten die Serenaders Anfang der 1940er Jahre noch Swing, änderten sie im Verlauf der Dekade ihren Stil zum Rhythm and Blues und folgten damit dem Musikgeschmack der schwarzen Zuhörerschaft. Zu Beginn der 1950er Jahre wechselte Lambert nochmals das Instrument und spielte seitdem Bass.
Im Mai 1953 gastierten die Serenaders im Dew Drop Inn, einem wichtigen Musikklub in New Orleans. Im Zuge dieses Engagements wurde die Band Mitglied in einer lokalen Musikergewerkschaft, der Musicians Mutual Protection Union. Da Hosea Hill kein Musiker war, verlangte die Union eine Namensänderung. So entstand das „Lloyd Lambert Orchestra“, das zu dieser Zeit aus Lambert am Bass, Lawrence Cotton am Klavier, Joe Tillman, Gus Fontennette und Clarence Ford an den Saxophonen, Oscar Moore am Schlagzeug und John Gerald an der Trompete bestand. Zudem wurde die Band im Dew Drop Inn dem jungen Pianisten Ray Charles vorgestellt, mit dem sie für einige Zeit auf Tour ging. Die wichtigste Bekanntschaft war aber jene mit Guitar Slim, dessen feste Band das Lloyd Lambert Orchestra werden sollte.
Hosea Hill nahm Guitar Slim unter Vertrag und holte ihn nach Thibodaux, wo er mit Lamberts Band proben und in der Umgebung auftreten konnte. Mit Slims wachsenden Erfolg dehnte die Band ihren Wirkungskreis auf die gesamten Vereinigten Staaten aus. Zwar sah der Bassist und Bandleader die musikalischen Fähigkeiten, insbesondere das Timing, seines Frontmanns kritisch, er schätzte aber dessen Qualitäten als Entertainer und stellte die Band entsprechend auf die Unwägsamkeiten der Begleitung von Guitar Slims R&B ein. Slims Hit The Things That I Used to Do, das 1954 auf Specialty Records herauskam, präsentierte die durch Ray Charles am Klavier verstärkte Band Lloyd Lamberts, erreichte Platz eins der R&B-Charts und wurde ein Millionenseller.
Bei einem Konzert in Florida mit Guitar Slim und B. B. King sah Lloyd zum ersten Mal einen elektrischen Bass und kaufte daraufhin als einer der ersten Musiker aus dem Großraum New Orleans einen E-Bass aus dem Hause Gibson. Allerdings hatte Lloyd Schwierigkeiten, einen passenden Verstärker zu finden, dessen Lautsprecher in größeren Veranstaltungsräumen nicht ständig überlastet waren und dadurch kaputt gingen.
Lamberts Band spielte auf allen Specialty-Veröffentlichungen von Guitar Slim, begleitete aber auch andere Künstler des Labels, darunter Little Richard auf dessen zweiter Aufnahme-Session im November 1955. Unter eigenem Namen konnte Lloyd Lambert eine Single mit den Instrumental-Stücken King Cotton und Heavy Sugar bei dem Label platzieren.
1956 folgte die Band Guitar Slim zu Atlantic Records. Drei recht erfolglose Singles und drei Jahre später verstarb der Gitarrist unerwartet. Lambert schaffte es, die Band zusammenzuhalten und ließ sich von Hosea Hill als Begleitband hinter Nappy Brown buchen. Bald kam es aber zum Zerwürfnis zwischen Hill und Lambert. 
Statt mit der Band zurück nach Thibodaux zu gehen, versuchte Lambert sein Glück als Studiomusiker beim Label Duke-Peacock in Houston. Dort heuerte er für acht Jahre in der Jazz-Band von Arnett Cobb an, weshalb er sich wieder an den Kontrabass gewöhnen musste. In Houston spielte er unter anderem auf Partys der NASA anlässlich erfolgreicher Raketen-Starts. 1973 verkaufte der Duke-Boss Don Robey sein Label und Lambert ging zurück nach New Orleans, wo er mit Snookum Russell und Thomas Jefferson spielte. 1981 übernahm er eine eigene Dixieland-Combo.
1988 half er nochmals beim Comeback von James „Thunderbird“ Davis als R&B-Bassist auf dessen Album Check Out Times aus. Ebenso begleitete er Snooks Eaglin. Lloyd Lambert starb am 31. Oktober 1995 an Krebs und wurde in seinem Geburtsort Thibodaux nahe seinem Kollegen Guitar Slim begraben.

## Diskografie
- 1955 – King Cotton / Heavy Sugar, Specialty 553